# 아이샤 하트
아이샤 하트(Aiysha Hart, 1990년 8월 8일 ~ )는 잉글랜드의 배우이다.